# تتسویا تاکاهاشی (آهنگساز)
تتسویا تاکاهاشی (انگلیسی: Tetsuya Takahashi؛ زادهٔ ۱ ژانویهٔ ۱۹۶۳) آهنگساز، و خواننده اهل ژاپن است.